# Verjni Najolchik
Verjni Najolchik (en ucraniano: Верхній Нагольчик, romanizado: Verkhniy Naholchyk; en ruso: Верхний Нагольчик) es un asentamiento urbano ucraniano perteneciente al óblast de Lugansk. Situado en el este del país, hasta 2020 era parte del área municipal de Antratsit, pero hoy es parte del raión de Rovenki y del municipio (hromada) de Antratsit.
El asentamiento se encuentra ocupado por Rusia desde la guerra del Dombás, siendo administrada como parte de la de facto República Popular de Lugansk y luego ilegalmente integrada en Rusia como parte de la República Popular de Lugansk rusa.

## Geografía
Verjni Najolchik está a orillas del río Najolchik, 4 km al sur de Antratsit y 55 km al sur de Lugansk.  

## Historia
La localidad fue fundada en la segunda mitad del siglo XVIII con el nombre de Ossipenko. 
Verjni Najolchik fue elevada a un asentamiento de tipo urbano en 1938.
Durante la Segunda Guerra Mundial, Verjni Najolchik fue ocupado por las tropas alemanas en 1941 que avanzaban pero recuperado en 1943 por las tropas soviéticas. Después del final de la guerra, se restauró el pueblo, se construyeron 512 edificios residenciales individuales, se colocaron aproximadamente 10 km de suministro de agua y se llevaron a cabo trabajos de jardinería.
A partir de mediados de abril de 2014, debido a la guerra del Dombás, Verjni Najolchik está controlada por la autoproclamada República Popular de Lugansk y no por las autoridades ucranianas.

## Demografía
La evolución de la población entre 1989 y 2022 fue la siguiente:
| 2174                                                          | 1748 | 1745 | 1720 | 1717 | 1706 |
| (Fuente: Cities & Towns of Ukraine y UKRAINE: Größere Städte) |      |      |      |      |      |

Según el censo de 2001, la lengua materna de la mayoría de los habitantes, el 53,07%, es el ruso; del 46.74% es el ucraniano.

## Infraestructura

### Transporte
La estación de tren más cercana está en Antratsit, a 5 km de Verjni Najolchik.